# Roca del Diable
La Roca del Diable és una muntanya de 283 metres que es troba al municipi d'Aspa, a la comarca catalana del Segrià.